# 爱尔兰天主教教区列表
爱尔兰天主教教区列表列出位於爱尔兰的羅馬天主教教區。

## 阿马教省
- 天主教阿马总教区
  - 天主教阿達暨克朗麥克諾伊斯教區
  - 天主教克洛赫教区
  - 天主教德里教区
  - 天主教唐暨康納教區
  - 天主教德羅莫爾教區
  - 天主教基爾莫爾教區
  - 天主教米斯教区
  - 天主教拉福教区

## 卡舍尔教省
- 天主教卡舍尔暨埃姆利总教区
  - 天主教克萊恩教區
  - 天主教科克暨罗斯教区
  - 天主教凱里教区
  - 天主教基拉卢教区
  - 天主教利默里克教区
  - 天主教沃特福德暨利斯莫尔教区

## 都柏林教省
- 天主教都柏林总教区
  - 天主教弗恩斯教区
  - 天主教基爾代爾暨利林教區
  - 天主教奧索里教區

## 蒂厄姆教省
- 天主教蒂厄姆总教区
  - 天主教阿肯里教区
  - 天主教克朗弗特教区
  - 天主教埃尔芬教区
  - 天主教戈尔韦、基尔麦克杜柯暨基尔费诺拉教区
  - 天主教啟雷拉教區